# ساکویناویر
ساکویناویر، با نام تجاری اینویریس و فورتوویس هم شناخته می‌شود. این دارو که یک داروی ضد ویروس است همراه با ریتوناویر یا لوپیناویر/ریتوناویر برای درمان یا پیشگیری از HIV/AIDS به صورت داروی خوردنی مصرف می‌شود.
عوارض جانبی شامل تهوع، استفراغ، اسهال و احساس خستگی است. عوارض جانبی شدیدتر عبارتند از: طولانی شدن QT، بلوک قلب و چربی خون بالا و مشکلات کبدی. به نظر می‌رسد در دوران بارداری ایمن است. آن را در کلاس مهار کننده پروتئاز رده‌بندی کردن و مکانیسم اثرش با مسدود کردن HIV پروتئاز است.
ساکویناویر برای نخستین بار در سال ۱۹۹۵ به بازار آمد. در فهرست داروهای ضروری سازمان جهانی بهداشت قرار دارد. هزینه درمان با این دارو ۴۵۰ دلار در هر روز است.

## عوارض جانبی
شایع‌ترین عوارض جانبی با ساکویناویر علائم گوارشی از جمله اسهال و تهوع و درد شکم است.

## فرمول
دو فرمولاسیون به بازار عرضه شده‌اند:
- کپسول سخت-ژل: فرمول mesylate با نام تجاری Invirase که نیاز به ترکیب با ریتوناویر دارد تا باعث افزایش فراهمی زیستی ساکویناویرشود؛
- کپسول نرم-ژل: فرمول ساکویناویر (microemulsionهای[۷] خوراکی-اداره فرمولاسیون) با نام تجاری Fortovase.[۸]